# 儒家宪政
儒家宪政是21世紀湧現的一個與儒家有關的政治理論。

## 大陆新儒家
大陆新儒家指1990年代在中国大陆兴起的儒学。1992年由蒋庆、康晓光、陈明、盛洪等人提出在大陆建立新的儒家学说以适应现代化要求。大陆新儒家与港台新儒家的区别在于，将“心性儒学”发展成“政治儒学”，将“复兴儒学”发展成“复兴儒教”。
有学者如张师伟认为大陆新儒家实质上“非儒”。

## 宪政模式

### 蒋庆“三院制”
“三院制”，即是建立通儒院、庶民院和国体院，通儒院代表上天的旨意和神圣的正当性，议员由国家通儒学院和民间儒家机构推荐或通过《四书》、《五经》的考试产生；庶民院代表民意，议员按照西方议会选举方式和功能选区选举产生；国体院代表历史文化的传承，议员由宗教界代表、圣人的后代（包括孔子后代）、历史名人后代担任。

### 白彤东“儒家的精英制与民众的有限参与”
白彤东主张由贤士元老院限制民意。高一级的元老院由低一级元老院内部举荐产生。贤士则通过考试选拔。

### 陈明“公民宗教观”
陈明在他的《儒教与公民社会》中，明确提出模仿西方的公民宗教思路来建设儒教的公民宗教之信仰。他并不主张儒家的国教论，而应当学习美国式的“公民宗教”。

## 争议
自由主义者认为，儒家宪政反对“主权在民”，主张“主权在天”和“主权在地”，实质上是维持专制统治的工具，其本质是非民主的。
而儒家宪政的主张者贝淡宁则认为，中国并不只需要民主，而是需要“民主”和“贤能政治”的融合。